# Tout un monde lointain...
Tout un monde lointain... (Todo un mundo lejano... ) es una obra concertante para violonchelo y orquesta compuesta por Henri Dutilleux entre 1967 y 1970 para Mstislav Rostropovich. Se considera una de las adiciones más importantes del siglo XX al repertorio del violonchelo y varios violonchelistas importantes lo han grabado. A pesar de que la partitura no dice que se trata de un concierto para violonchelo, Tout un monde lointain... siempre ha sido considerado como tal.
Cada uno de los cinco movimientos se inspiró en la poesía de Charles Baudelaire, y la sensación general de la obra es misteriosa y onírica. Una interpretación típica dura aproximadamente 27 minutos.

## Historia

### Composición
La composición de esta pieza se desarrolló entre 1967 y 1970. Fue encargada alrededor de 1960 por Ígor Markévich para la Orquesta Lamoureux y Mstislav Rostropóvich. Debido a que estaba ocupado en otros proyectos, Dutilleux completó el concierto hasta 1970. La parte del violonchelo fue posteriormente modificada por el violonchelista ruso y publicada con sus digitaciones.

### Estreno
El estreno se celebró el 25 de julio de 1970 en el Festival de Aix-en-Provence con la interpretación de Rostropóvich con la Orquesta de París bajo la batuta de Serge Baudo. El director iba a ser Markevitch pero fue sustituido porque había dejado la Orquesta Lamoureux en 1961.

## Instrumentación
Además de la parte de violonchelo solo, el concierto está integrado por dos flautas, flautín, dos oboes, dos clarinetes, clarinete bajo, dos fagotes, contrafagot, tres trompas, dos trompetas, dos trombones, tuba, celesta, arpa, timbales, percusión (bongós, tom-toms, caja, bombo, crotales, triángulo, platillos suspendidos, platillos, gongs, tam-tams, xilófono, marimba y glockenspiel), y cuerdas.

## Estructura y análisis
La pieza consta de cinco movimientos:
- I. Énigme. Très libre et flexible. «… Et dans cette nature étrange et symbolique», del poema XXVII[6]
- II. Regard. Extrêmement calme. «… le poison qui découle / De tes yeux, de tes yeux verts, / Lacs où mon âme tremble et se voit à l’envers…», del poema Le Poison[6]
- III. Houles. Large et ample. «Tu contiens, mer d’ébène, un éblouissant rêve / De voiles, de rameurs, de flammes et de mâts», del poema La Chevelure[6]
- IV. Miroirs. Lent et extatique. «Nos deux cœurs seront deux vastes flambeaux / Qui réfléchiront leurs doubles lumières / Dans nos deux esprits, ces miroirs jumeaux», del poema La mort des amants[6]
- V. Hymne. Allegro. «… Garde tes songes; / Les sages n’en ont pas d’aussi beaux que les fous!», del poema La Voix[6]

Los movimientos se interpretan sin pausas entre ellos. Cada movimiento lleva aparejado un título y una cita de un poema de Les fleurs du mal, de Charles Baudelaire. Dutilleux comenzó a trabajar en la poesía de Baudelaire siguiendo el consejo de Roland Petit.
El título de la partitura en sí es una cita del poema La chevelure: "Tout un monde lointain, absent, presque défunt" (Todo un mundo lejano, ausente, casi extinto) que se incluye en Les fleurs du mal. Además, cada movimiento está precedido por un epígrafe procedente de un poema de Baudelaire.

### I.Énigme
El primer movimiento se titula Énigme (Enigma) y lleva la indicación Très libre et flexible (Muy libre y flexible). Se abre con redobles suaves de tambor y platillos seguidos de un tema tentativo de 12 notas tocado por el violonchelo. Este tema tiene referencias cruzadas a lo largo de la obra. La orquesta aparece poco a poco y entabla un diálogo con el solista. La música es al principio tranquila pero conduce a la sección principal que es muy rítmica y muestra técnicas extendidas. Termina con el solista tocando un la agudo, que también es la primera nota del segundo movimiento.

### II.Regard
El segundo movimiento se titula Regard (Mirada) y lleva la indicación Extrêmement calme (Extremadamente calmado). Este es el primer movimiento lento de la obra. La línea de violonchelo es de carácter modal y permanece en el registro alto del instrumento. La música forma un largo arco y termina con una repetición del motivo que abrió la obra.

### III.Houles
El tercer movimiento se titula Houles (Oleajes) y lleva la indicación Large et ample (Amplio y espacioso). El movimiento intermedio funciona como un scherzo con una parte solista extremadamente difícil. Es un paisaje marino colorido y onírico que comienza con un pasaje para violonchelo solo, al que se une gradualmente la orquesta. Las últimas notas proporcionan un enlace al siguiente movimiento.

### IV.Miroirs
El cuarto movimiento se titula Miroirs (Espejos) y lleva la indicación Lent et extatique (Lento y extático). Se trata del segundo movimiento lento de la obra. La línea de violonchelo vuelve a ser modal. Se acompaña de la pulsación tranquila y líquida de las percusiones y acordes de "espejo" tocados por el arpa, así como frases en movimiento hacia atrás por los violines. Hacia el final reaparece el motivo de doce notas que abría la obra.

### V.Hymne
El quinto y último movimiento se titula Hymne (Himno) y lleva la indicación Allegro. Refunde algo de material de los movimientos anteriores. La música pasa por varios clímax nerviosos y luego desaparece repentinamente en una figura de trémolo suspendida tocada por el violonchelo.

## Discografía selecta
- 1974 – Mstislav Rostropovich, Orquesta de París, Serge Baudo. Grabado 5-6 de noviembre de 1974 en Salle Wagram de París (EMI).[8]
- 1992 – Arto Noras, Orquesta Sinfónica de la Radio Finlandesa, Jukka-Pekka Saraste (Finlandia).
- 1995 – Lynn Harrell, Orquesta Nacional de Francia, Charles Dutoit (Decca).
- 1997 – Boris Pergamenschikow, Filarmónica de la BBC, Yan Pascal Tortelier. Grabado 4-5 de febrero de 1997 en Manchester (Chandos).[9]
- 2001 – Truls Mørk, Filarmónica de Radio Francia, Myung-whun Chung. Grabado 17-19 de julio de 2001 Maison de Radio France, París (EMI/Virgin).[10]
- 2002 – Jean-Guihen Queyras, Orquesta Nacional Burdeos Aquitania, Hans Graf (Arte Nova Classics, Virgin Classics).
- 2007 – Marc Coppey, Orquesta Filarmónica de Lieja, Pascal Rophé (Arte Nova Classics, Aeon) Grabado del 12 al 15 de julio de 2007.
- 2008 – Christian Poltéra, Orquesta Sinfónica de la Radio de Viena, Jac van Steen. Grabado en RadioKulturhaus de Viena (BIS).[7]
- 2012 – Anssi Karttunen, Orquesta Filarmónica de Radio Francia, Esa Pekka Salonen (DG).
- 2013 – Xavier Phillips, Sinfónica de Seattle, Ludovic Morlot (Seattle Symphony Media).
- 2015 – Emmanuelle Bertrand, Orquesta Sinfónica de Lucerna, James Gaffigan (Harmonia Mundi France).[11]
- 2018 – Johannes Moser, Orquesta Sinfónica de Radio Berlín, Thomas Søndergård (Pentatone).